# Cobargo
Cobargo är en ort i Australien. Den ligger i kommunen Bega Valley och delstaten New South Wales, i den sydöstra delen av landet, omkring 310 kilometer sydväst om delstatshuvudstaden Sydney. Antalet invånare är 426.
Runt Cobargo är det mycket glesbefolkat, med 5 invånare per kvadratkilometer.. Närmaste större samhälle är Bermagui, omkring 16 kilometer öster om Cobargo. 
I omgivningarna runt Cobargo växer i huvudsak städsegrön lövskog. Genomsnittlig årsnederbörd är 1 110 millimeter. Den regnigaste månaden är februari, med i genomsnitt 158 mm nederbörd, och den torraste är juli, med 9 mm nederbörd.